# 艾曼妞 (1974年電影)
《艾曼紐1974》（法語：Emmanuelle）是一部1974年的法国情色劇情片，由賈斯特·傑克金执导。该片是根据艾曼纽·阿尔桑的小说《艾曼纽》改编的法国軟調色情系列电影的第一部。影片由施維亞·姬絲桃主演，讲述了一个女人前往曼谷寻求性愛体验的故事。
这部电影是原為摄影师的傑克金的导演处女作，于1973年至1974年间在泰国和法国实地拍摄。影片在首次上映时遭到评论界的负面评价，但多年后获得了更为两极分化的评价。首次在法国上映时，《艾曼紐1974》成为当时最卖座的法国电影之一，并且是首部由该公司发行的X级电影。这部电影在欧洲、美国和亚洲都颇受欢迎。
《艾曼紐1974》催生了多个续集，包括六部院线电影和七部电视电影，施維亞·姬絲桃在其中的十一部电影中再次出演主角。其续集《艾曼纽2 爱的教育》于1975年上映，而该系列的重启版于2024年在法国上映。
这部电影还激发了几部无关的电影和系列作品的创作，包括意大利的《野性艾曼纽》系列和美国的《艾曼纽在太空》系列，以及许多使用“艾曼纽”名称的非官方制作。

## 剧情
艾曼纽飞往曼谷与外交官丈夫让（Jean）会面。让问她在巴黎有沒有別的情人，艾曼纽回答没有。游泳后，她遇到了一个名叫玛丽-安热（Marie-Ange）的年轻女孩。玛丽-安热后来拜访艾曼纽，趁她熟睡时触摸她的身体。艾曼纽醒来后，两人外出，玛丽-安热问她有沒有自己与让的性爱照片。在艾曼纽否认后，玛丽-安热拿起一本法国杂志，看到保羅·紐曼的照片后开始在她面前自慰。艾曼纽向玛丽-安热坦白，虽然她在巴黎没有出轨，但在飞往曼谷的航班上却与两名陌生人发生了性关系。她在講述这段经历时开始自慰。晚上，她将玛丽-安热的大胆行为告诉让，让鼓励她继续与玛丽-安热交朋友。
第二天，在一场派对上，玛丽-安热将艾曼纽介绍给她的一位情人，一个名叫马里奥（Mario）的年长男人。随后，艾曼纽遇到了比伊（Bee），一名法国考古学家。她与比伊私下交谈，将一只手镯送给她。艾曼纽坚持要求比伊与她在瓦赛运河（Watsai klong）见面，但比伊显得不感兴趣。比伊想要归还手镯，但艾曼纽拒绝接受。艾曼纽随后跳上比伊的吉普车，跟随她前往挖掘地点。与此同时，让因艾曼纽未告知便离开而生气，怀疑她的壁球搭档阿里安娜（Ariane）是幕后推手。阿里安娜表示自己不知情，提议以安慰的性爱来化解局面。在一次骑马后，艾曼纽和比伊抵达一个瀑布地点，两人在那里洗澡。在挖掘现场，艾曼纽与比伊调情，随后两人发生了性关系。但事后比伊要求艾曼纽离开，艾曼纽感到羞辱。她回家哭泣，让盡力安慰她，建议她再找一个情人。
第二天，艾曼纽和阿里安娜想要打壁球，但发生争吵。阿里安娜似乎因为比伊感到嫉妒，而艾曼纽对阿里安娜与让的性关系感到不满。愤怒之下，艾曼纽决定与马里奥见面，声称他这个年纪还能做爱，说明他一定是个艺术家。
晚餐时，马里奥告诉艾曼纽，單配偶制终将消亡，她必须学会在性愛方面让欲望而非罪恶感或理性引导自己，从而获得更大的快感。为了教她这个道理，马里奥带她去了一个鸦片馆。艾曼纽被一名男子强奸，而马里奥在一旁观看。随后，马里奥带她到一个拳击场，说服两名年轻男子为争取与艾曼纽发生性关系而搏斗。比赛中，她选中的男子获胜。艾曼纽被他的斗志激发，舔了他的汗水，与他发生性关系。
后来，马里奥唤醒艾曼纽，要求她换上一件背部有拉链的连衣裙，以便为她的下一场性爱做好准备。艾曼纽抗议说自己累了，還问马里奥是否会与她发生关系。马里奥回答说，他在等待“下一个艾曼纽”。艾曼纽随后坐在镜子前化妆，希望按照马里奥的指示达到他所承诺的更高层次的快感。

## 演員
- 阿蘭·屈尼（英语：Alain Cuny） 饰 马里奥
- 施維亞·姬絲桃 饰 艾曼纽
- 瑪莉卡·葛林（英语：Marika Green） 饰 比伊
- 丹尼爾·薩奇（Daniel Sarky）饰 让
- 珍妮·科勒丁（法语：Jeanne Colletin） 饰 阿里安娜
- 克莉絲汀·波森（英语：Christine Boisson） 饰 玛丽-安热

## 制作

### 前期制作

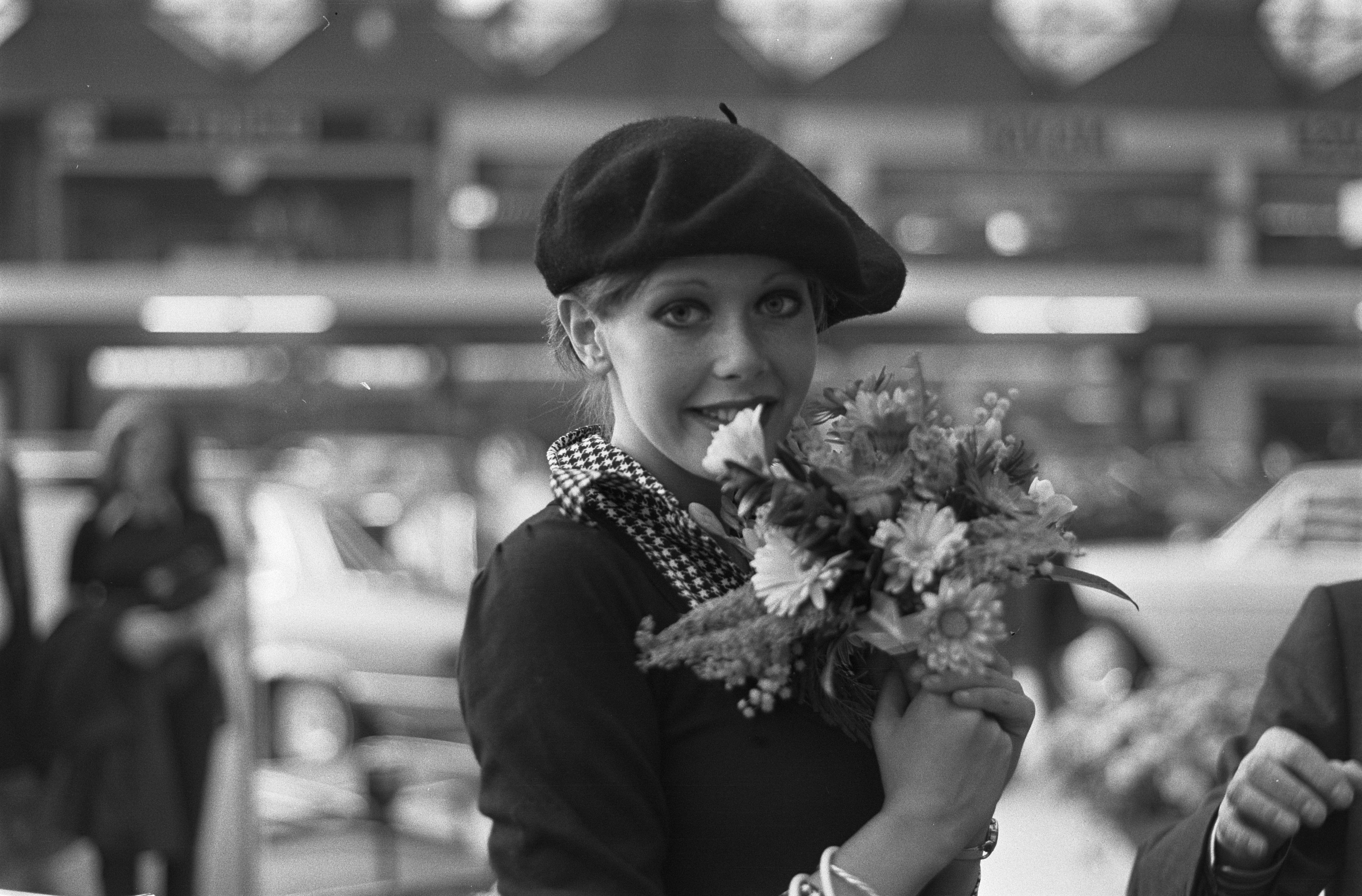
施維亞·姬絲桃饰演片名角色，摄于1973年

由于电影《巴黎最後探戈》的成功（片中有露骨的性爱场景），加之硬調色情电影的兴起，各制片人意识到观众对成人影片的需求正在增长。
本片制片人伊夫·魯塞-羅阿德于1972年获得小说《艾曼纽》的改编权。这并不是该小说的首次改编。第一次改编是在20世纪60年代末，由制片人吉恩-皮埃爾·托恩制作的电影，但内容比原著小说更加隐晦。魯塞-羅阿德将影片的执导机会交给了艺术家兼摄影师賈斯特·傑克金，此前他从未执导过劇情長片。在阅读完小说后，傑克金对影片的题材感到望而生畏，与魯塞-羅阿德达成共识，决定制作一部他所称为“柔和、美丽且故事不错”的电影。

### 选角
剧组在欧洲各地举行了选角活动，寻找合适的女演员来扮演主角。施維亞·姬絲桃表示，她的试镜完全是一个意外。当时她计划为一则商业广告试镜，却走错了房间。在试镜时，她穿了一件简单系带的衣服，不小心脱落了，但她继续回答面试问题，仿佛什么都没发生。在拍摄了一些她的裸照后，傑克金决定让她出演艾曼纽这一角色。

### 拍摄
《艾曼紐1974》于1973年12月10日至1974年2月6日期间拍摄完成。外景地选在泰国，而室内场景则在法国巴黎完成。
施維亞·姬絲桃在拍摄艾曼纽在曼谷鸦片馆被两名男子强暴的场景时感到非常困難。她表示，“我无法理解强暴为什么会是令人愉悦的。那两个泰国人并不是演员。我当时真的是要为自己的生命而搏鬥。”这一场景利用多台摄像机一次性拍摄完成。賈斯特·傑克金否认执导过泰国酒吧内年轻女子用阴道吸烟的场景。他表示，自己第一次看到那个场景也是在影院观影时。此外，艾曼纽与比伊骑马的场景中，姬絲桃因不会骑马，使用了一位摄影师作为替身。
姬絲桃回忆她在试镜《艾曼紐1974》时的情景：“他让我脱掉裙子，”她说道。“好在这是一条容易脱的裙子。裙子有細肩帶，我只需把肩带滑下来，裙子就掉下来了。我一边裸体一边继续谈话和抽烟，完全不觉得害羞。我曾做过裸体模特，他认为我的举止非常优雅。”
克莉絲汀·波森在出演该片时年仅17岁。她的父母签署了同意书，让她这位未成年演员能够参演这部情色电影。然而，她的母亲始终对她冷嘲热讽，不断重复：“你觉得你的父亲会为有个拍《艾曼紐1974》的女儿感到骄傲吗？”同时，却将她的片酬全数占为己有。

### 后期制作
《艾曼紐1974》的配乐由皮埃爾·巴什萊创作。在线音乐数据库AllMusic形容《艾曼紐1974》的原声带“既比普通的色情电影配乐更复杂，也更平庸”，并指出“作曲家努力营造一种复杂性和亲密感，这在这一类型的电影中很少见”。评论还提到部分乐曲的风格预示了英国音乐家布萊恩·伊諾的氛围音乐的特点。配乐采用了合成器和原声吉他。影片中有几首音乐被认为与King Crimson樂隊的〈Larks' Tongues in Aspic Part Two〉幾乎沒有區別。樂隊成员羅伯特·弗里普为了证明两者的相似性，不得不在影院中录下整部电影，之后才获得了该曲目的作曲人署名权。